# Centaurea cephalariifolia
La centaurea mayor (Centaurea cephalariifolia) es una especie de la familia  de las asteráceas.

## Descripción
Planta perenne con rizoma leñoso, grueso y tallos fuertes, erguidos y estriados, de 30-90 cm de altura. Hojas divididas en segmentos más o menos lineares, lanceolados u oblongos, cubiertas por el haz de pelos ásperos. Las inferiores pecioladas y sentadas las superiores. Flores purpúreas en capítulos solitarios de largo pedúnculo. Miden hasta 5 cm de ancho y cada uno está rodeado de 8 o más filas de brácteas ciliadas con el borde ribeteado de negro. Las flores son todas tubulares, pero las de la fila externa son mayores y estériles. Las demás bisexuales productoras de néctar. Frutos con una sola semilla. grises, con um mechón de pelos cortos y rígidos. Florece a lo largo del verano.

## Distribución y hábitat
En  la península ibérica. En herbazales secos, bordes de caminos y bosquetes no muy cerrado.

## Taxonomía
Centaurea cephalariifolia fue descrita por Heinrich Moritz Willkomm y publicado en Flora 34: 762. 1851.
Etimología
Centaurea: nombre genérico que procede del Griego kentauros, hombres-caballos que conocían las propiedades de las plantas medicinales.
cephalariifolia: epíteto latino 
Citología
Número de cromosomas de Centaurea scabiosa subsp. cephalariifolia (Fam. Compositae) = 
Centaurea cephalariifolia Willk.: 2n=40
Sinonimia
- Acrocentron scabiosa (L.) Á.Löve & D.Löve
- Centaurea atropurpurea Griseb.
- Centaurea borealis Salisb.
- Centaurea scabiosa subsp. cephalariifolia (Willk.) Greuter
- Centaurea coriacea Waldst. & Kit.
- Centaurea fuliginosa Nyman
- Centaurea gmelini Steud.
- Centaurea integrifolia Vuk.
- Centaurea integrisquama Vuk.
- Centaurea italia Steud.
- Centaurea italica Pers.
- Centaurea menteyerica Vill.
- Centaurea scabiosa Asso
- Centaurea scabiosifolia St.-Lag.
- Centaurea scabiosiformis St.-Lag.
- Centaurea spinulosa Rochel
- Centaurea stereophylla Griseb.
- Centaurea subarmata Gugler
- Centaurea variifolia Loisel.
- Colymbada cephalariifolia (Willk.) Holub
- Cyanus coriaceus Baumg.
- Cyanus laciniatus Gilib.
- Cyanus scabiosa Moench[4]

## Nombre común
- Castellano: agarzolla lila, azulejo, centaura, centaura mayor, centaurea mayor.[5]